# Cơ quan An ninh Quốc gia (Hoa Kỳ)

Huy hiệu của NSA

Cơ quan An ninh Quốc gia Hoa Kỳ/Cục An ninh Trung ương (tiếng Anh: National Security Agency/Central Security Service, viết tắt NSA/CSS) là cơ quan thu thập các tin tức tình báo được cho là lớn nhất thuộc chính phủ Hoa Kỳ. Nó có nhiệm vụ thu thập và phân tích các tín hiệu truyền thông nước ngoài đồng thời đảm bảo an toàn cho các kênh truyền thông của chính phủ Hoa Kỳ. Được chính thức thành lập vào ngày 4 tháng 11 năm 1952, NSA là một bộ phận của Bộ Quốc phòng Hoa Kỳ và luôn được đặt dưới quyền lãnh đạo của một tướng 3 sao. NSA là một thành phần quan trọng của cộng đồng Tình báo Hoa Kỳ (United States Intelligence Community) đứng đầu bởi Giám đốc tình báo quốc gia (Director of National Intelligence).
Lĩnh vực nghe lén của NSA bao gồm: truyền thông quảng bá qua sóng vô tuyến (từ các cá nhân và tổ chức), Internet, điện thoại, và các dạng truyền thông khác. Nhiệm vụ bảo vệ an toàn thông tin của NSA bao gồm quân sự, ngoại giao và các thông tin mật hoặc nhạy cảm của chính phủ. Mặc dù được biết đến như là tổ chức có số nhà toán học làm việc lớn nhất, có số lượng siêu máy tính lớn nhất, nhưng thông tin về NSA hầu như không được biết đến cho tới tận những năm đầu của thế kỷ 21. Trong một thời gian dài, ngay cả việc NSA tồn tại cũng không được chính phủ Hoa Kỳ chính thức thừa nhận. Vì vậy, người ta còn gọi một cách hài hước rằng tên NSA là từ viết tắt của "No Such Agency" (Cơ quan không tồn tại) hoặc "Never Say Anything" (Không nói bất cứ điều gì).
Do tính chất công việc nghe lén, hoạt động của NSA/CSS liên quan rất nhiều tới những nghiên cứu trong lĩnh vực phân tích mật mã (phá mã), tiếp bước của những cơ quan tiền thân đã rất thành công trong việc phá mã trong thế chiến II. (Xem thêm: Mã Purple, Venona, và JN-25).
Trụ sở của NSA đặt tại pháo đài George G. Meade, tiểu bang Maryland, cách Washington, DC khoảng 16 km về phía đông bắc. NSA có cổng riêng của mình trên đường Baltimore-Washington với biển "Dành riêng cho nhân viên NSA" và luôn được 2 xe cảnh sát bang Maryland canh gác. Rất khó để đánh giá quy mô hoạt động của NSA vì đây là thông tin mật nhưng ta có thể đánh giá gián tiếp thông qua hóa đơn tiền điện. Ngân sách dành chi trả tiền điện hàng năm của NSA đứng ở vị trí thứ 2 trong toàn bang Maryland với số tiền hơn 21 triệu đô la Mỹ . Các bức ảnh chụp bãi đỗ xe của NSA cho thấy có khoảng 18000 vị trí đỗ xe nhưng hầu hết các dự đoán  đánh giá tổng số nhân viên trên toàn cầu của NSA phải gấp đôi con số nói trên.
Để thực hiện nhiệm vụ bảo đảm an toàn thông tin cho chính phủ, NSA tham gia vào rất nhiều lĩnh vực công nghệ trong đó có thiết kế các phần cứng và phần mềm chuyên biệt, sản xuất các chíp bán dẫn đặc biệt (có cả nhà máy sản xuất chíp tại pháo đài Fort Meade) và nghiên cứu nâng cao về mật mã học. NSA cũng ký hợp đồng với các công ty tư nhân trong lĩnh vực nghiên cứu và thiết bị.

## Lịch sử
Nguồn gốc của NSA có thể coi bắt đầu từ một tổ chức thiết lập bên trong Bộ quốc phòng Hoa Kỳ có tên là Cơ quan an ninh lực lượng vũ trang (tiếng Anh: Armed Forces Security Agency, viết tắt AFSA) đặt dưới sự chỉ đạo của Bộ tổng tham mưu (Joint Chiefs of Staff) thành lập vào ngày 20 tháng 5 năm 1949. AFSA có nhiệm vụ chỉ đạo các hoạt động tình báo điện tử của các bộ phận tình báo bao gồm: Cơ quan an ninh quân sự (Army Security Agency), Bộ phận an ninh hải quân (Naval Security Group), và Cục an ninh không quân (Air Force Security Service). Tuy nhiên cơ quan này có rất ít quyền lực và thiếu các cơ chế phối hợp trung tâm. NSA ra đời từ một bản ghi nhớ ngày 10 tháng 10 năm 1951 gửi từ giám đốc CIA Walter Bedell Smith tới James B. Lay, bí thư thường trực của Hội đồng an ninh quốc gia. Ban ghi nhớ nêu rõ: "sự quản lý và phối hợp các hoạt động thu thập và xử lý thông tin tình báo truyền thông tỏ ra kém hiệu quả" và đề nghị một cuộc khảo sát về các hoạt động tình báo truyền thông. Đề nghị được phê chuẩn vào ngày 13 tháng 12 năm 1951 và các nghiên cứu được cho phép vào ngày 28 tháng 12 năm 1951 và báo cáo được hoàn thành vào 13 tháng 6 năm 1952. Được biết đến dưới tên " báo cáo hội đồng Brownell" theo tên của chủ tịch hội đồng Herbert Brownell, bản báo cáo đã tóm lược lịch sử các hoạt động tình báo truyền thông của Hoa Kỳ và đề xuất yêu cầu về chỉ đạo và phối hợp các hoạt động này ở mức độ quốc gia. NSA đã được thành lập với phạm vi vượt qua giới hạn trong lĩnh vực quân sự.
Việc thành lập NSA được phê chuẩn trong một bức thư của tổng thống Harry S. Truman vào tháng 6 năm 1952. NSA được chính thức thành lập qua một chỉ thị số 9 của Hội đồng an ninh quốc gia (NSCID) vào ngày 24 tháng 10 năm 1952 và bắt đầu hoạt động từ ngày 4 tháng 11 năm 1952. Bản thân bức thư của tổng thống Truman cũng là thông tin mật và được giữ bí mật trước công chúng nhiều năm sau đó.

## Tham gia của NSA trong các hệ thống mật mã công cộng
Kể từ thời gian dưới quyền lãnh đạo của Bobby Ray Inman, NSA đã tham dự vào việc tạo lập chính sách đối với công chúng trong lĩnh vực sử dụng mật mã trong cả vai trò cố vấn cho các bộ phận khác của chính phủ Hoa Kỳ cũng như tham dự trực tiếp.
NSA có liên quan rất nhiều đến tranh cãi xung quanh quá trình hình thành Tiêu chuẩn mật mã hóa dữ liệu (DES), một tiêu chuẩn mật mã hóa khối dùng cho chính phủ. Trong suốt quá trình thiết kế DES tại IBM vào thập kỷ 1970, NSA đã đề xuất những thay đổi trong thuật toán. Vì thế, nhiều người nghi ngờ NSA đã cố tình làm yếu thuật toán để có thể phá vỡ khi cần thiết. Nghi ngờ tập trung chủ yếu vào một thành phần quan trọng của thuật toán, S-box. Đây có thể là một cổng sau để NSA có thể dễ dàng đọc được các thông tin đã được mã hóa. Ngoài ra độ dài khóa cũng bị rút ngắn, tạo điều kiện cho NSA có thể phá vỡ hệ thống với hệ thống siêu máy tính của mình.
Khi kỹ thuật phân tích mã vi sai được tìm ra thì những nghi ngờ này có phần được giảm bớt. S-box đã được sửa đổi có khả năng chống lại dạng tấn công này. Vì thế nhiều khả năng NSA đã biết đến phân tích mã vi sai vào thời điểm thiết kế DES, trước khi kỹ thuật này được độc lập phát hiện vài thập kỷ sau đó. Tuy nhiên việc can thiệp để giảm độ dài khóa DES từ 128 (theo đề nghị của IBM) xuống còn 56 bít thì chỉ có thể giải thích rằng đây là cố gắng làm yếu thuật toán để NSA với công suất tính toán vượt trội của mình có thể tấn công duyệt toàn bộ để giải mã trong trường hợp cần thiết.
Nhiều khả năng dưới ảnh hưởng của tranh cãi trong quá trình thiết kế DES mà sự liên quan của NSA trong quá trình chọn thuật toán thay thế DES chỉ hạn chế ở việc kiểm tra hiệu suất phần cứng (Xem thêm: Quá trình thiết kế AES).
NSA cũng là yếu tố quan trọng trong những tranh cãi hồi cuối thập kỷ 1990 trong vấn đề xuất khẩu công nghệ mật mã. Từ lâu, phần cứng và phần mềm mật mã được xếp cùng hạng với máy bay chiến đấu, xe tăng, pháo và bom nguyên tử.
Tại nhiều thời điểm, NSA/CSS đã cố gắng hạn chế việc xuất bản các tài liệu nghiên cứu về mật mã học, chẳng hạn như các thuật toán mật mã hóa khối Khufu và Khafre.

## Bằng sáng chế
NSA có quyền đệ trình để nhận bằng sáng chế từ Văn phòng Sở hữu công nghiệp và Sáng chế Hoa Kỳ (US Patent and Trademark Office) theo một thủ tục đặc biệt mà thông tin không được tiết lộ ra công chúng. Không giống với các bằng sáng chế thông thường khác, bằng sáng chế của NSA được giữ bí mật và không có thời hạn công bố. Tuy nhiên, nếu Văn phòng Sáng chế nhận được yêu cầu đăng ký của cho sáng chế giống với sáng chế của NSA thì bằng sáng chế đó sẽ được công bố và được chính thức trao cho NSA giống như trường hợp bình thường kể từ ngày công bố.

## Các hoạt động trong nước
Quy chế hoạt động của NSA (quyết định số 12333 Lưu trữ ngày 6 tháng 8 năm 2006 tại Wayback Machine) cho phép tổ chức này quyền được thu thập thông tin "tình báo nước ngoài hoặc phản gián" đồng thời cấm thu thập các "thông tin liên quan tới các hoạt động trong nước của công dân Hoa Kỳ". Trong lãnh thổ Hoa Kỳ, NSA vẫn tuyên bố dựa hoàn toàn vào FBI để lấy các thông tin về các hoạt động tình báo nước ngoài và hạn chế phạm vi hoạt động của mình trong giới hạn các tòa đại sứ và các hoạt động của phái đoàn nước ngoài.
Các hoạt động mô tả dưới đây, đặc biệt là chương trình nghe lén điện thoại và cơ sở dữ liệu cuộc gọi, đã tạo nên những lo ngại về sự lạm dụng quyền lực của NSA.

### ECHELON

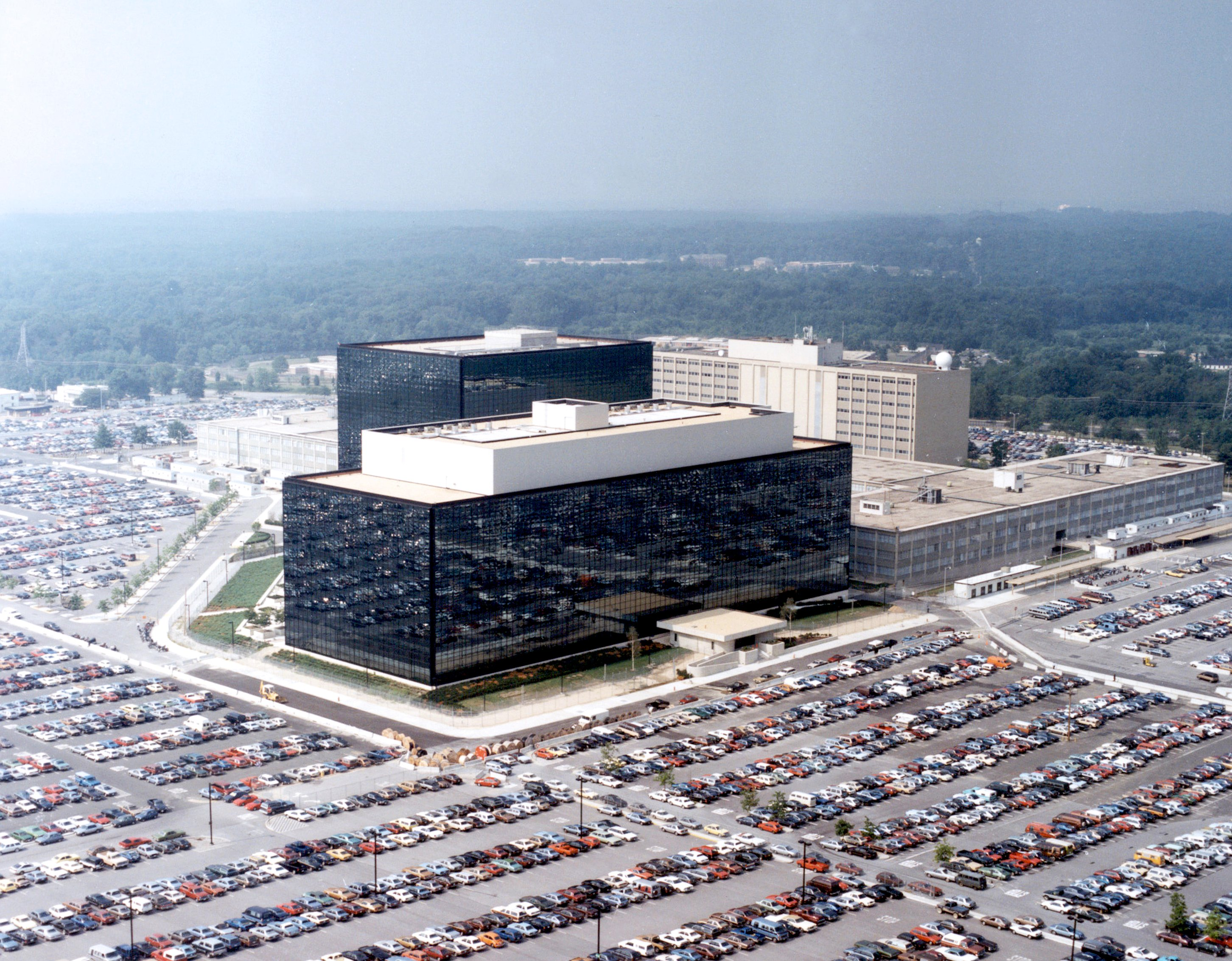
Trụ sở của NSA tại Pháo đài Fort Meade, Maryland

NSA/CSS cùng với các cơ quan tương đương của Anh (Government Communications Headquarters), Canada (Communications Security Establishment), Australia (Defence Signals Directorate) và New Zealand (Government Communications Security Bureau) còn được gọi là nhóm UKUSA, được cho là đã vận hành một hệ thống có tên là ECHELON. Hệ thống này bị nghi ngờ là có khả năng giám sát phần lớn các luồng thông tin điện thoại, fax và số liệu dân sự trên phạm vi toàn thế giới. Trung tâm quan trọng nhất của ECHELON được đặt ở một trạm của Không quân hoàng gia Anh (RAF) tại Menwith Hill (tọa độ: 54,0162 độ vĩ Bắc, 1,6826 độ kinh Tây) gần Harrogate, Yorkshire. Theo một bài báo đăng trên tờ New York Times ngày 25 tháng 12 năm 2005, một điểm quan trọng khác là ở Sugar Grove, West Virginia (tọa độ: 38,514997 độ vĩ Bắc, 79,28421 độ kinh Tây) nghe lén tất cả các luồng truyền thông quốc tế đến miền đông Hoa Kỳ, còn điểm nằm gần Yakima, Washington (tọa độ: 46,681965 độ vĩ Bắc, 120,357810 độ kinh Tây) thì thu thập các luồng thông tin tới miền tây Hoa Kỳ.
Về mặt kỹ thuật, cùng với sự phát triển và tính chất mở của công nghệ, hầu như tất cả các dạng truyền thông hiện đại (điện thoại, Internet, fax, thông tin vệ tinh) đều có thể bị nghe trộm. Các hoạt động nghe lén của NSA đã tạo ra rất nhiều chỉ trích vì chúng đã xâm phạm đến đời tư của các công dân Hoa Kỳ. Tuy nhiên, điều luật liên quan tới NSA về thu thập thông tin tình báo của Hoa Kỳ (USSID 18) đã cấm hoàn toàn việc nghe lén và lưu trữ thông tin về "các tổ chức, công ty, thực thể và công dân Hoa Kỳ" trừ khi có phê chuẩn bằng văn bản của Tổng chưởng lý Hoa Kỳ (Attorney General). Toà án tối cao Hoa Kỳ cũng có quy định cấm các cơ quan tình báo thực hiện việc theo dõi các công dân Hoa Kỳ. Tuy nhiên trong một số trường hợp đặc biệt (chẳng hạn như vụ 11/9), việc theo dõi trên có thể được thực hiện mà không vi phạm điều luật USSID 18. Tuy nhiên, trong quá khứ , đã có dư luận về việc vi phạm điều luật USSID 18 mặc dù các quy định chặt chẽ của NSA nghiêm cấm việc này.
Hệ thống ECHELON cũng gây ra nhiều phẫn nộ đối với công dân các nước bên ngoài liên minh UK/USA vì họ nghi ngờ rằng chính phủ Hoa Kỳ đã sử các thông tin thu thập được với những mục đích bên ngoài an ninh quốc gia trong đó bao gồm cả những mục tiêu chính trị và tình báo kinh tế. Chúng ta cũng cần lưu ý rằng nhiệm vụ của NSA là thu thập các thông tin liên quan tới đảm bảo an ninh quốc gia và các hoạt động tình báo quân sự.

### ThinThread
Theo những thông tin của tờ Baltimore Sun vào năm 2006, một chương trình nghe trộm điện thoại có tên là ThinThread được NSA thử nghiệm trong những năm cuối thập kỷ 1990. Chương trình này có thể đã đóng góp công nghệ để sử dụng trong những chương trình sau đó nhưng việc bảo vệ tính riêng tư đã bị loại bỏ sau Sự kiện 11 tháng 9 .

### Nghe lén điện thoại
Vào ngày 16 tháng 12 năm 2005, tờ New York Times đã đăng một bản tin khẳng định dưới áp lực của Nhà Trắng và mệnh lệnh của tổng thống George W. Bush, trong nỗ lực chống khủng bố, NSA đã thực hiện việc nghe lén (trái luật) đối với các cuộc gọi ra nước ngoài của công dân Hoa Kỳ . Theo tờ báo này: "Nhà Trắng yêu cầu The New York Times không công bố bài báo vì có thể gây ảnh hưởng tới việc điều tra và khiến những kẻ khủng bố trở nên cảnh giác hơn. Sau khi có cuộc họp với những viên chức cấp cao về những điều này, tờ báo đã lùi ngày xuất bản chậm lại 1 năm để tiến hành những báo cáo bổ sung. Một vài thông tin mà những quan chức trên cho rằng có thể có ích cho khủng bố đã được cắt bỏ."
Tin tức về việc nghe lén đã tạo nên sự phản đối kịch liệt từ quốc hội và các tổ chức. Họ coi đây là một sự vi phạm pháp luật và hiến pháp. Thượng nghị sĩ Arlen Specter (R-PA), chủ tịch Ủy ban Tư pháp Thượng viện Hoa Kỳ đã nói rằng "điều đó rõ ràng là không phù hợp", "sai sót một cách hệ thống" và ông ta muốn tổ chức giải trình về vấn đề này trong đầu năm 2006. Yêu cầu điều tra nói trên cũng được Hạ nghị sĩ Rob Simmons (R-CT), chủ tịch tiểu ban Tình báo của Ủy ban An ninh nội địa ủng hộ. Trong một phát biểu của mình, ông ta nói: "Liệu việc nghe lén chỉ được thực hiện để chống khủng bố hay nó còn được dùng cho nhiều việc khác nữa?". Cũng giống như ECHELON (xem phần trước), một số cá nhân cho rằng các chính sách của Nhà Trắng đã mâu thuẫn với Luật thông tin tình báo nước ngoài trong đó có nêu: "Không được cố tình thu thập thông tin liên lạc từ, đến hoặc liên quan tới công dân Hoa Kỳ nếu không được sự cho phép của cấp có thẩm quyền". Thu thập thông tin để chống khủng bố được đề cập trong phần II của Luật Ái quốc Hoa Kỳ (USA Patriot Act).
Ngày 16 tháng 12, Scott McClellan, thư ký báo chí của Nhà Trắng, từ chối bình luận về sự việc này: "không có lý do gì mà chúng ta bàn luận về các hoạt động tình báo đang diễn ra bởi vì điều này có thể khiến các nỗ lực ngăn chặn tấn công của chúng ta trở nên vô ích"  Sáng hôm sau, 17 tháng 12, tổng thống Hoa Kỳ đã có bài phát biểu dài 8 phút trực tiếp trên truyền hình thay vì bài phát biểu hàng tuần trên radio khẳng định rằng ông ta đã chấp thuận việc tìm kiếm nghe lén này. Tỏ ra giận dữ, ông ta bảo vệ hành động của mình là "quan trọng cho an ninh quốc gia" và rằng người dân Hoa Kỳ trông chờ vào tổng thống "làm tất cả những việc trong giới hạn quyền lực, trong khuôn khổ hiến pháp và pháp luật, để bảo vệ họ và các quyền tự do" chừng nào mà al-Qaida còn tỏ ra là một mối đe dọa. Ông ta còn dùng những lời nặng nề để nói về những người đã tiết lộ câu chuyện, cho rằng họ đã vi phạm pháp luật: "Việc rò rỉ thông tin không được phép đã làm ảnh hưởng tới an ninh quốc gia và đặt các công dân trong tình trạng nguy hiểm".
Thượng nghị sĩ Russ Feingold (D-WI), trong một cuộc phỏng vấn qua điện thoại với tờ Associated Press, đã cho rằng bài phát biểu của tổng thống cho thấy "mức độ cực đoan đáng ngại". Ông ta còn nói: "Nếu những điều đó đúng thì tổng thống không cần đến Luật Ái quốc vì ông ta có thể tạo ra trong quá trình thực hiện. Ông ta là tổng thống George Bush, chứ không phải là vua Bush. Đây không phải là hệ thống chính phủ của chúng ta và không phải là cái mà chúng ta đã chiến đấu để đạt tới". Trong cuộc phỏng vấn với CNN, Feingold cũng tỏ ra gay gắt không kém: "Chúng ta có một tổng thống, chứ không phải ông vua". Thượng nghị sĩ Patrick Leahy (D-VT), nhân vật cao nhất của Đảng Dân chủ trong Ủy ban Tư pháp, cũng phát biểu: "Chính quyền Bush dường như đã đứng trên pháp luật".
Ở chiều ngược lại, những chỉ trích đối với tiết lộ của tờ NewYork Times cho rằng tổng thống có quyền quyết định việc nghe lén, phù hợp với Quyết định 12333 ban hành dưới thời Ronald Reagan năm 1981.
Bộ Tư pháp Hoa Kỳ đã mở một cuộc điều tra vào cuối tháng 12 năm 2005 để tìm ra nguồn tin đã tiết lộ cho tờ New York Times.

### Cơ sở dữ liệu cuộc gọi
Ngày 10 tháng 5 năm 2006, tờ USA Today đăng tin về việc NSA đang vận hành một "cơ sở dữ liệu lớn nhất từng có trên Trái Đất" chứa thông tin của tất cả các cuộc gọi (cả trong nước và quốc tế) thực hiện qua các công ty AT&T, Verizon và BellSouth. Sau khi thừa nhận việc này, chính quyền cũng khẳng định là không thu thập những thông tin như họ tên, địa chỉ và các thông tin cá nhân khác. Cũng giống như các công ty điện thoại lớn khác, Qwest Communications cũng bị yêu cầu cung cấp các thông tin cuộc gọi nhưng đã từ chối thực hiện viện trên cơ sở pháp luật.10 tháng 5 năm 2006-nsa_x.htm

### Nghe lén điện thoại của công dân Hoa Kỳ
Trong những năm sau khi Richard Nixon từ chức, có một vài cuộc điều tra về việc lạm dụng các cơ sở của CIA và NSA. Thượng nghị sĩ Frank Church đã chỉ đạo một ủy ban của Thượng viện và tìm ra một số hoạt động mà trước đó chưa được biết đến, chẳng hạn như kế hoạch ám sát Fidel Castro của CIA dưới chỉ đạo của John F. Kennedy và Chưởng lý Robert F. Kennedy. Trong quá trình điều tra, ủy ban cũng phát hiện rằng NSA đã chủ động thực hiện việc nghe lén điện thoại của các công dân Hoa Kỳ.

### PRISM
Vào tháng 6 năm 2013, một cựu nhân viên của CIA (Edward Snowden), làm việc cho NSA qua hãng Booz Allen Hamilton tiết lộ, cơ quan này trong chương trình PRISM đã theo dõi các hoạt động trên Internet toàn thế giới bằng cách khai thác các thông tin của các khách hàng các hãng lớn. Theo báo chí tường thuật, trong số đó có các hãng như Google, Microsoft, Apple, Facebook, Yahoo, PalTalk, YouTube, Skype und AOL, NSA được quyền truy cập trực tiếp ngay trên các Servers của họ.

## Nhân viên tiêu biểu

### Giám đốc

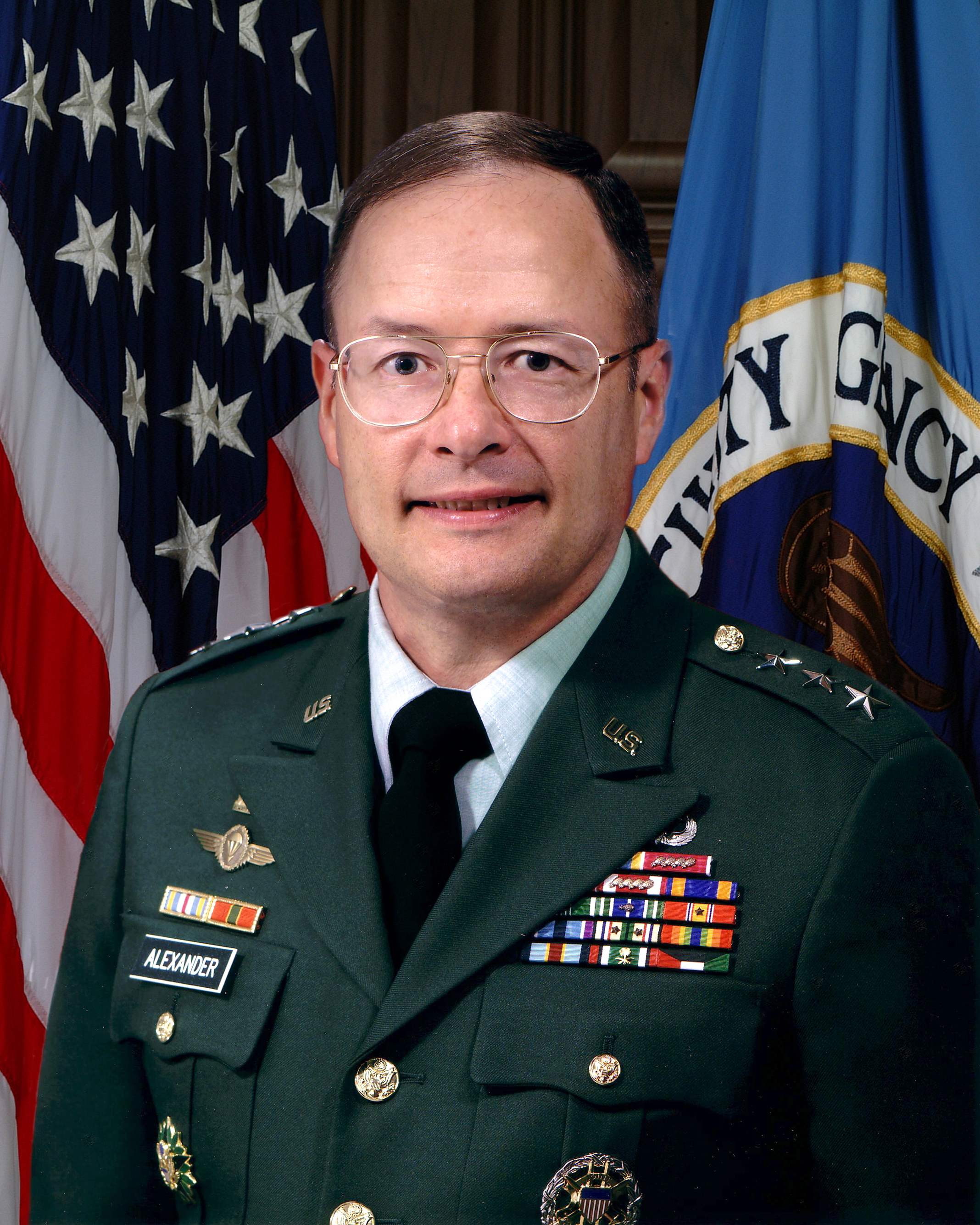
Trung tướng Keith B. Alexander, giám đốc thứ 16 của NSA (2005–2014).

- 1952–1956 Trung tướng Ralph J. Canine, USA
- 1956–1960 Trung tướng John A. Samford, USAF
- 1960–1962 Phó Đô đốc Laurence H. Frost, USN
- 1962–1965 Trung tướng Gordon A. Blake, USAF
- 1965–1969 Trung tướng Marshall S. Carter, USA
- 1969–1972 Phó Đô đốc Noel A. M. Gaylor, USN
- 1972–1973 Trung tướng Samuel C. Phillips, USAF
- 1973–1977 Trung tướng Lew Allen, Jr., USAF
- 1977–1981 Phó Đô đốc Bobby Ray Inman, USN
- 1981–1985 Trung tướng Lincoln D. Faurer, USAF
- 1985–1988 Trung tướng William E. Odom, USA
- 1988–1992 Phó Đô đốc William O. Studeman, USN
- 1992–1996 Phó Đô đốc John M. McConnell, USN
- 1996–1999 Trung tướng Kenneth A. Minihan, USAF
- 1999–2005 Trung tướng Michael V. Hayden, USAF
- 2005–2014 Trung tướng Keith B. Alexander, USA
- 2014–nay   Đô đốc Michael S. Rogers, USN

USA, USAF, và USN là viết tắt của Lục quân, Không quân và Hải quân Hoa Kỳ.

### Phó giám đốc
- Tháng 12, 1952–Tháng 11, 1953 Chuẩn Đô đốc Joseph Wenger, USN
- Tháng 11, 1953–Tháng 6, 1956 Thiếu tướng John Ackerman, USAF
- Tháng 6, 1956–Tháng 8, 1956 Thiếu tướng John A. Samford, USAF
- Tháng 8, 1956–Tháng 9, 1957 Ông Joseph H. Ream
- Tháng 10, 1957–Tháng 7, 1958 Tiến sĩ H. T. Engstrom
- Tháng 8, 1958–Tháng 4, 1974 Tiến sĩ Louis W. Tordella, USN
- Tháng 4, 1974–Tháng 5, 1978 Ông Benson K. Buffham
- Tháng 5, 1978–Tháng 4, 1980 Ông Robert E. Drake
- Tháng 4, 1980–Tháng 7, 1982 Bà Ann Z. Caracristi
- Tháng 7, 1982–Tháng 6, 1985 Ông Robert E. Rich
- Tháng 6, 1985–Tháng 3, 1988 Ông Charles R. Lord
- Tháng 3, 1988–Tháng 7, 1990 Ông Gerald R. Young
- Tháng 7, 1990–Tháng 2, 1994 Ông Robert L. Prestel
- Tháng 2, 1994–Tháng 10, 1997 Ông William P. Crowell
- Tháng 10, 1997–Tháng 6, 2000 Bà Barbara A. McNamara
- Tháng 6, 2000–nay Ông William B. Black, Jr.

### Các nhà mật mã học tiêu biểu
- Lambros D. Callimahos
- Agnes Meyer Driscoll
- William F. Friedman
- Solomon Kullback
- Frank Rowlett
- Abraham Sinkov
- Louis W. Tordella

## Các hệ thống mật mã của NSA
Bài chính: Các hệ thống mật mã của NSA
NSA đảm nhiệm vai trò về thành phần liên quan tới mật mã trong các hệ thống sau:
- EKMS Hệ thống quản lý khóa điện tử
- FNBDT Thiết bị đầu cuối điện tử băng hẹp (tiêu chuẩn)
- Fortezza Hệ thống mật mã trong thẻ mật mã cầm tay định dạng PC Card
- KL-7 Máy mật mã hóa rôto ngoại tuyến ADONIS (sau thế chiến II tới thập kỷ 1980)
- KW-26 Máy mật mã điện báo trực tuyến điện tử ROMULUS (1960s–thập kỷ 1980)
- KW-37 Máy mật mã quảng bá JASON dùng cho hải quân (1960s–thập kỷ 1990)
- KY-57 Máy mật mã âm thanh qua radio chiến thuật VINSON
- SINCGARS Radio chiến thuật với kỹ thuật nhảy tần số điều khiển bằng mật mã
- STE Thiết bị điện thoại an toàn
- STU-III Một loạt điện thoại an toàn cũ hơn

## Các hoạt động thu thập tin tức tình báo (SIGINT)
- Ultra
- Magic (mật mã)
- Mật mã Purple
- Dự án VENONA
- Sự kiện vịnh Bắc Bộ
- Vụ USS Liberty
- USS Pueblo (AGER-2)
- ECHELON

## NSA trong văn học
Bài chính: NSA trong văn học
Từ khi sự tồn tại của NSA được biết đến rộng rãi vài thập kỷ gần đây, đặc biệt từ thập kỷ 1990, cơ quan này được đề cập đến trong nhiều tiểu thuyết trinh thám. Hầu hết trong số này đã thổi phồng vai trò của NSA trong các hoạt động của các cơ quan tình báo. Trong bộ phim Die Another Day trong series phim Jame Bond, nhân vật nữ chính (Bond girl) do Halle Berry thủ vai là một nhân viên của NSA. Hai tiểu thuyết của Dan Brown là Mật mã Da Vinci và Pháo đài số (Tựa gốc "Digital Fortress"), nói về những cuộc giải mã hay truy tìm tung tích chìa khoá của mã tuần hoàn của cặp đôi Susan Fletcher và David Breker. Bên cạnh đó, NSA cũng xuất hiện trong nhiều bộ phim, sách và trò chơi điện tử khác.

### Hệ thống máy tính của NSA
- FROSTBURG
- HARVEST